# 域陀·德普洛夫
域陀·德普洛夫（Viktor Derbunov，1967年1月7日—），俄羅斯足球運動員，司職守門員，曾效力香港甲組足球聯賽球隊愉園（1994-95，1996-97)、流浪（1997-98）*季中離隊、好易通（1998-99）、晨曦（1999-01）。

## 球員生涯
德普洛夫1994-95年首次到香港投愉園，被球評家認為是全港最佳門將之一的德普洛夫曾多次入選香港聯賽選手隊，1998-99球季更助港聯逼和墨西哥，表現優異。 
效力流浪期間曾經因為與妻子婚變，患上精神病，返港初期行為怪異，最後成功克服，重返球場。雖然表現出色，但曾因為過份自信，製造不少出醜失球，如效力好易通期間將李健和的傳中球拍入龍門。

## 外部連結
- Profile （页面存档备份，存于） Footballfacts.ru 的資料